# Germainia pilosa
Germainia pilosa är en gräsart som beskrevs av Chai-anan. Germainia pilosa ingår i släktet Germainia och familjen gräs.
Artens utbredningsområde är Thailand. Inga underarter finns listade i Catalogue of Life.